# Halstedhus Efterskole
Halstedhus Efterskole er en idrætsefterskole i Halsted på Lolland med syv linjer: Svømning, ridning, fodbold, håndbold, golf, dans og eSport. Skolen blev oprindelig oprettet af den kristelige kvindeforening Mariaforbundet. Som følge af Tvindloven nedlagde forbundet, der på det tidspunkt administrerede de tre efterskoler Halstedhus, Kastanievej Efterskole på Frederiksberg og Baunehøj Efterskole ved Jægerspris, sig selv, og skolerne organiserede sig med selvstændige bestyrelser.
Skolens ridelinje har været populær, og med bygning af et nyt ridehus og stalde i 2018 ønskede skolen på at styrke sin profil på dette område. Skolens forstander er Ulrik Murel.